# Thomas Alexander Crerar
Pour les articles homonymes, voir Crerar.
Thomas Alexander Crerar (17 juin 1876-11 avril 1975) est un homme politique canadien du Manitoba. Il est député fédéral conservateur et unioniste-libéral de la circonscription manitobaine de Marquette de 1917 à 1919 et progressiste de 1919 à 1925, ainsi qu'en tant que député libéral de Brandon en 1930 et de Churchill de 1935 à 1945.

## Biographie
Né à Molesworth (en) en Ontario, Crerar s'établit avec sa famille au Manitoba à un jeune âge. Il travaille en tant que chef du Manitoba Grain Growers' Association durant les années 1910.

## Politique
Bien qu'il n'ait aucune fonction élective, il entre au cabinet du premier ministre Robert Borden au poste de ministre de l'Agriculture dans un gouvernement unioniste et dans un souci d'unité nationale pendant la Première Guerre mondiale. 
Facilement élu dans Marquette lors de l'élection de 1917, Crerar quitte son ministère en juin 1919 afin de protester contre la hausse des tarifs des politiques conservatrices. Il est également un partisan d'un marché de libre-échange avec les États-Unis qui pourrait être bénéfique pour les agriculteurs de l'ouest canadien.

### Parti progressiste
En 1920, il est choisi pour devenir chef du Parti progressiste du Canada. Il permet une victoire de nombreux candidats, au nombre de 58, surtout dans l'ouest canadien lors de l'élection de 1921. Toutefois, Crerar échoue à maintenir le parti uni et décide de démissionner en 1922 et entrainant l'éclatement du parti peu de temps après.

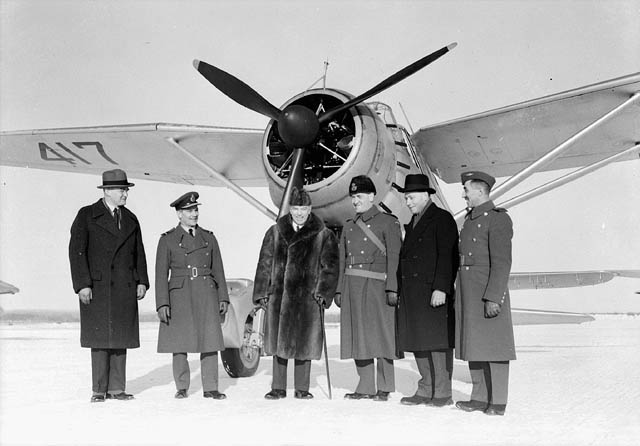
T. A. Crerar, Air marshall, Le Très honorable William Lyon Mackenzie King, W. D. Van Vliet et l'honorable Norman McLeod Rogers en janvier 1940

De retour dans le secteur privé après les élections de 1925 auxquelles il ne participe pas, il fait un retour en politique en 1929. Bien qu'il n'occupe, pour une seconde fois, aucune fonction élective, il est nommé ministre des Chemins de fer et des Canaux dans le gouvernement libéral de Mackenzie King. Crerar entre au parlement à la suite d'une élection partielle dans Brandon en février 1930. Le gouvernement King et Crerar est défait lors de l'élection de 1930.
Crerar revient en politique en 1935 en tant que député de Churchill et reprend une position au sein du cabinet King au poste de ministre de l'Immigration et de la Colonisation, ministre des Mines, ministre de l'Intérieur et surintendant-général aux Affaires indiennes. En décembre 1936, il conserve seulement le ministère des Mines et des Ressources jusqu'en 1945.
Il est nommé au Sénat du Canada en avril 1945 et demeure en poste jusqu'à sa retraite en mai 1966. Crerar est fait compagnon de l'Ordre du Canada en 1973 et meurt en 1975.